# Beziehungsweisen
Beziehungsweisen ist ein inszenierter Dokumentarfilm von Calle Overweg aus dem Jahr 2011. Uraufgeführt wurde der Film in der Reihe Forum der 62. Internationalen Filmfestspiele Berlin 2012 in Berlin.

## Handlung
Der Film inszeniert drei Liebes- und Ehepaare in der Krise, die versuchen, durch Therapie ihre Probleme zu lösen. Während die Paare von Schauspielern frei improvisiert werden, sind die Therapeuten, denen sie begegnen, „echte“ Therapeuten, die ihren Klienten so begegnen, wie sie es tagtäglich in ihrer therapeutischen Tätigkeit tun. Das Setting für diese Therapiegespräche ist ein deutlich künstliches, die Probleme der Paare sind jedoch aus dem Leben gegriffen.

## Kritiken
„Mit viel Gefühl und Experimentierfreude inszeniert Calle Overweg die ‚Beziehungsweisen‘ dreier Paare, die versuchen, durch therapeutische Beratung ihre Liebe zu retten.“